# بادیا
بادیا (به ایتالیایی: Badia) یک کومونه در ایتالیا است که در تیرول جنوبی واقع شده‌است.

## خصوصیات
بادیا ۸۲ کیلومترمربع مساحت و ۳٬۳۵۶ نفر جمعیت دارد و ۱٬۳۱۵ متر بالاتر از سطح دریا واقع شده‌است.